# Вкус жизни (фильм, 2021)
«Вкус жизни» (дат. Smagen af sult, буквальный перевод — «Вкус голода») — художественный фильм 2021 года датского режиссёра Кристоффера Боэ с Николаем Костер-Вальдау и Катрин Грайс-Розенталь в главных ролях. Получил пять номинаций на премию «Роберт» и три на премию «Бодиль».

## Сюжет
Главные герои фильма — супруги Карстен и Мэгги, которые управляют рестораном высокой кухни. Сосредоточившись на борьбе за звезду «Мишлен», они отдаляются друг от друга. У Мэгги появляется любовник, который начинает её шантажировать. Карстен узнаёт обо всём из анонимного письма и разрывает отношения с женой. Позже выясняется, что письмо написано дочерью героев Хлоей. В финале ресторан получает вместо одной звезды «Мишлен» две. Хлоя рассказывает обо всём родителям, и те мирятся.

## В ролях
- Николай Костер-Вальдау — Карстен
- Катрин Грайс-Розенталь — Мэгги
- Флора Аугуста — Хлоя
- Чарли Густафссон — Фредерик
- Аугуст Винкель — Аугуст
- Николас Бро — Торбен
- Мэй-Бритт Матьезен — Пиа
- Даг Мальмберг — Стеллан

## Релиз и оценки
Картина была спродюсирована компанией Триер, Ларс фонЛарса фон Триера Zentropa. Её премьерный показ состоялся на 13-м фестивале датского кино Danish Wave 24 июня 2021 года, а 11 ноября фильм вышел в театральный прокат. Он получил пять номинаций на премию «Роберт» и три на премию «Бодиль», но не выиграл ни одной награды.
Обозреватель «Российской газеты» Юлия Авакова охарактеризовала «Вкус жизни» как «нордическую гастродраму», которая «не лишена живости, элегантности и холодной эстетики». Высказывалось мнение о том, что «Вкус жизни» по своей эстетике ближе к американскому кинематографу: это «очень искренняя и тёплая семейная драма». Джо Моргенштерн из Wall Street Journal написал в своей рецензии, что в меню фильма «много всего — хорошего, изысканного, не очень горячего и разочаровывающего» и назвал его в целом «заманчивым, но пережаренным кушаньем». Кирилл Горячок (Film.ru) оценил работу Боэ на 7 баллов из 10, резюмируя: «Если проводить сравнения с едой, то фильм получился вкусным и насыщенным, просто повар в какой-то момент переборщил с солью».
Рецензент «Киноафиши» отметил, что сюжет «Вкуса жизни» отлично подошёл бы для «крепкой, незамысловатый семейной драмы о том, что происходит после фразы „… и они жили долго и счастливо“», но Боэ привнёс в картину характерный для него формализм и параллели между жизнью и кулинарией; при этом форма, в отличие от ранних фильмов, всё же не довлеет над содержанием. «Получившаяся у Боэ драма, если следовать ее названию, имеет вкус солоноватый, — считает критик, — пожалуй, чересчур суха, напоминая об одном из сложных и замысловатых блюд, которые готовит Карстен в своем ресторане, и едва ли заслуживает мишленовской звезды. Но, вероятно, понравится любителям хрустящих европейских семейных драм».